# Machines EP
Machines je čtvrté EP britské dubstepové skupiny Modestep. Obsahuje originální track Machines a jeho dva remixy. Bylo vydáno 20. dubna 2015.

## Seznam skladeb
| Pořadí | Název                      | Délka |
| ------ | -------------------------- | ----- |
| 1.     | Machines                   | 4:34  |
| 2.     | Machines (Mefjus Remix)    | 4:19  |
| 3.     | Machines (Tru Fonix Remix) | 3:45  |